# Westgate-Belvedere Homes
Westgate-Belvedere Homes é uma Região censo-designada localizada no estado americano da Flórida, no Condado de Palm Beach.

## Demografia
Segundo o censo americano de 2000, a sua população era de 8134 habitantes.

## Geografia
De acordo com o United States Census Bureau tem uma área de 5,3 km², dos quais 5,3 km² cobertos por terra e 0,0 km² cobertos por água.

## Localidades na vizinhança
O diagrama seguinte representa as localidades num raio de 8 km ao redor de Westgate-Belvedere Homes.